# Bent Jensen (roer)
 For alternative betydninger, se Bent Jensen. (Se også artikler, som begynder med Bent Jensen)
Georg Egon Bent Jensen (30. oktober 1925 - 4. november 2016) var en dansk roer fra Sorø. Han var medlem af Københavns Roklub i Sydhavnen.
Jensen repræsenterede Danmark ved OL 1952 i Helsinki, hvor han, sammen med Palle Tillisch, udgjorde den danske toer uden styrmand. I 1. runde af konkurrencen sluttede danskerne på andenpladsen i et heat mod Australien, Italien og Polen, hvorefter de kom ind på 4.- og sidstepladsen i semifinalen mod Storbritannien, Holland og Sverige. Danskerne havde yderligere en chance for at kvalificere sig til finalen, men sluttede efterfølgende på andenpladsen i et opsamlingsheat mod de senere guldvindere fra USA samt Australien, og var dermed ude af konkurrencen.
Jensen og Tillisch vandt desuden en EM-sølvmedalje i toer uden styrmand ved EM 1951 i Mâcon.
Jensen var uddannet bager, og fungerede efter sit karrierestop desuden som træner i Københavns Roklub.